# Truro School
Truro School ist eine Privatschule in der Stadt Truro in Cornwall, England. Die methodistische Schule wurde 1880 unter dem Namen „Truro Middle Class College for Boys“ gegründet. Seit 1990 ist sie auch für Mädchen zugelassen.
Im Schuljahr 2006/07 besuchten 810 Schüler die Schule.
Der jetzige Schulleiter von Truro School heißt Paul Smith.
Um die Schule besuchen zu dürfen, müssen die Schüler eine Aufnahmeprüfung bestehen.
Die momentanen Schulgebühren (von September 2006 an) betragen £5753 für Internatsschüler (englisch: „Boarders“), und £2950 für externe Schüler (englisch: „Day-Pupils“).

## Gelände und Einrichtungen
Truro School ist auf einem Hügel oberhalb der Stadt Truro erbaut. Auf dem Gelände befinden sich unter anderem eine Schulkapelle, ein schuleigenes Theater, ein beheizbares Schwimmbad, zwei Sporthallen, eine Laufbahn, mehrere Sportplätze sowie Tennis- und Squash-Anlagen.

## Klassen- und Haus-System
Die Schule benutzt immer noch die traditionelle englische Zählweise für Schuljahre: Es gibt die unteren Klassen 1 bis 5 und die Sixth-Form, welche sich aus der Lower Sixth („untere Sixth-Form“) und der Upper Sixth („obere Sixth-Form“) zusammensetzt. Dies entspricht den Klassen 7 bis 13 in modernen öffentlichen Schulen in England sowie den Klassen 6 bis 12 in Deutschland.
Jeder Schüler wird (wie an englischen Schulen üblich) in ein „Haus“ eingeteilt. Diese „Häuser“ werden unter anderem für Sportwettkämpfe gebraucht, die zwischen den Häusern ausgetragen werden.
Schüler, die Truro School besuchen, kommen in eines der vier folgenden Häuser:
- Wickett (Farbe Rot),
- Vinter (Farbe Gold),
- School (Farbe Grün) und
- Smith (Farbe Blau).

## Internatsleben
Obwohl die große Mehrheit der Schüler Externe sind, besitzt die Schule vier Wohngebäude für Schüler:
- Trennick – ältere Jungen, Klassen 4 bis Upper Sixth
- Poltisco – jüngere Jungen, Klassen 1 bis 3
- Pentreve – jüngere Mädchen, Klassen 1 bis 5
- Malvern – ältere Mädchen, Sixth Form

Im März 2007 gab es etwa 95 Internatsschüler, worunter ein Viertel keine Briten waren. Die Mehrheit der ausländischen Schüler bilden Chinesen aus Hongkong. Außerdem besuchten im Frühlings-Trimester 2007 auch 11 deutsche Schüler die Schule, darunter 10 Internatsschüler, im Herbst-Trimester 2007 waren es immerhin noch 7 deutsche Internatsschülerinnen und -schüler.
Seit September 2007 gibt es nur noch drei Wohngebäude, da Trennick und Poltisco zusammengelegt wurden:
- Trennick – Jungen, Klassen 2 bis Upper Sixth
- Pentreve – jüngere Mädchen, Klassen 1 bis 5
- Malvern – ältere Mädchen, Sixth Form